# 松戸市立第一中学校
松戸市立第一中学校（まつどしりつ だいいちちゅうがっこう、英: Matsudo municipal - Dai-ichi Junior High School）は、千葉県松戸市にある市立中学校。通称は「一中」（いっちゅう）または「松戸一中」（まつどいっちゅう）。

## 概要
松戸駅東側の閑静な高台に位置する。広大な校庭は、旧陸軍工兵学校跡地（その前は旧松戸競馬場＝現・中山競馬場へ移転）の一部で、周辺には小学校、裁判所、法務局、公務員宿舎、大学、松戸市中央公園などがある。
中学校夜間学級（夜間中学）の設置校であり、「みらい分校」がある、現在、12都府県に36校（2021年4月現在）が設置されている。

## 沿革
- 1946年 - 開校
- 1996年 - 創立50周年記念式典

## 教育方針

### 教育目標
1. 心身共に健康で活力に満ちた生徒の育成
2. 主体的に学習に取り組み、創意工夫する生徒の育成
3. 社会性・独創性に富み、心豊かな生徒の育成

## 学校行事
- 修学旅行、林間学園、校外学習、体力テスト、体育祭、合唱コンクールなど

## 生徒会活動・部活動など

### 生徒会
- 生徒会役員選挙など

### 部活動
運動部
- サッカー部
- 野球部
- 陸上部
- バスケットボール部
- バレーボール部
- ソフトテニス部
- 卓球部
- 水泳部
- 剣道部
- ソフトボール部
- 駅伝部

文化部
- 吹奏楽部
- コンピュータ部
- 演劇部
- 美術部
- 園芸部
- 合唱部
- 学習部

### PTA
- PTA組織あり

## 学区
- 2004年より学校選択制が導入されている。「学校選択希望票」の提出は12月中旬（2007年入学の例）。

## 制服
- 男子
  - 冬服は標準的な学生服上下である。
  - 夏服はカッターシャツ、スラックスである。
- 女子
  - 冬服はセーラー服上である。
  - 夏服は、ブラウス、吊りスカートである。

## 著名な卒業生
- 渡辺博道（1966年卒・衆議院議員）
- 河上しげる（1964年卒・千葉県議会議員）
- 樋口浩義（1974年卒・元大学教授、2018年～日本ベーシックインカム学会会長）
- 山崎直子（1986年卒・宇宙飛行士・松戸市民栄誉賞・旧姓角野）
- 山田賢治（1989年卒・NHKアナウンサー）
- 上沢直之（2009年卒・プロ野球選手（投手））
- 増田セバスチャン（1986年卒）
- 村竹ラシッド（2017年卒、陸上競技選手）
- 山崎一渉（2019年卒、バスケットボール選手）

## 交通アクセス
- 東日本旅客鉄道（JR東日本）常磐線・京成電鉄松戸線松戸駅東口から徒歩約10分
- 京成バス相模台小バス停留所で下車、徒歩約2分